# Murk (rivier)
Murk (Fries en officieel: De Moark, [də’mṷark]) is een ongeveer elf kilometer lange vaart in Friesland.
De vaart begint bij Rinsumageest en heeft een stroming die zuidwestwaarts voert. De stroom heeft een verbreding in het meerachtige Wijde Murk (Wide Moark). Vanaf de duiker onder de Hjelburd ten noorden van Oudkerk is de Murk bevaarbaar. Vervolgens geeft ze haar water af in het Oudkerkstermeer (Aldtsjerkster Mar). Nadat dat meer naar het zuidwesten is gepasseerd, loopt de waterweg naar het zuiden om uiteindelijk in het Ouddeel te stromen. De naam De Moark werd op 15 maart 2007 officieel de naam van het riviertje in Friesland.
Het gedeelte vanaf de vertakking met de Oudkerkstervaart tot aan de monding in het Ouddeel maakt deel uit van de route van de Elfstedentocht. Over de Murk bevindt zich ter hoogte van de Canterlandseweg (tussen Lekkum en Giekerk) de Canterlandsebrug (Kanterlânsbrêge) waarop een kunstwerk is aangebracht in de vorm van ruim 7000 blauw geglazuurde tegels. Het Elfstedenmonument bestaat uit een afbeelding van de rijders van de Elfstedentocht die over de Murk voert, als ze wordt gereden. Die brug was tot en met 2020 de laatste brug die de schaatsers aantroffen in de tocht. Een in 2021 aangelegde brug over de Bonkevaart bij de nieuwe Leeuwarder woonwijk Blitsaerd-Oost maakt van het Elfstedenmonument de op een na laatste brug op de route.
Zwette · Stadsgracht (Sneek) · Geeuw · Wijddraai · Wijde Wijmerts · Nauwe Wijmerts · Noorder Ee · Ee (Woudsend) · Slotermeer · Slotergat · Slotermeer · Luts · Van Swinderenvaart · Spookhoekstervaart · Rijstervaart · Oud-Karre · Johan Frisokanaal · Morra · Johan Frisokanaal · Noorderdijkvaart · Het Wijd · De Gronzen · Indijk · Zijlroede (Hindeloopen) · Oude Oostervaart · Dijkvaart · Horsa · Burevaart · Diepe Dolte · Workumertrekvaart · Het Kruiswater · Stadsgracht (Bolsward) · Witmarsumervaart · Harlingervaart · Bolswardervaart · Zuidoostersingel · Noordoostersingel · Noordergracht (Harlingen) · Van Harinxmakanaal · Sexbierumervaart · Noordergracht (Franeker) · Dongjumervaart · Ried · Berlikumerwijd · Moddergat · Wierzijlsterrak · Blikvaart · Zuidhoekstervaart · Ouwe Rij · Leistervaart · Finkumervaart · Dokkumer Ee · Het Kleindiep · Dokkumer Ee · Oudkerkstervaart · Murk · Ouddeel · Bonkevaart (finish)